# Lee Segel

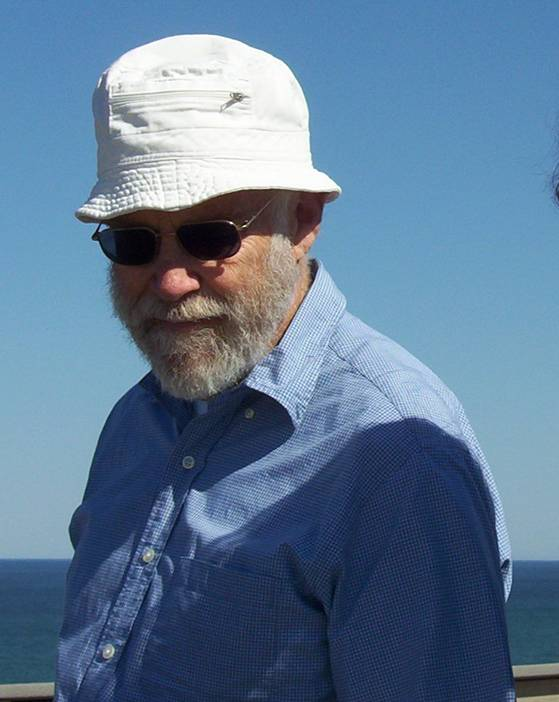
Lee Segel 2004

Lee Aaron Segel (* 5. Februar 1932 in Boston; † 31. Januar 2005 in Rehovot) war ein US-amerikanischer Mathematiker und mathematischer Biologe.

## Leben
Segels Vorfahren waren jüdische Einwanderer aus Litauen. Sein Vater war Schneider und Partner bei Oppenheim-Segel. Außerdem sammelte er Kunst in seinem Haus in Newton (Massachusetts). Segals Mutter war Kunstlehrerin. Segel besuchte die High School in Newton und studierte Mathematik an der Harvard University mit dem Bachelor-Abschluss 1953 und promovierte 1959 bei C. C. Lin am Massachusetts Institute of Technology in Angewandter Mathematik ( Applications of Conformal Mapping to Boundary Perturbation Problems). 1958 heiratete er in London, wo er zwei Jahre lebte, die von dort stammende Ruth Galinski, mit der er vier Kinder hatte. Ab 1960 lehrte er am Rensselaer Polytechnic Institute, wo außerdem George H. Handelman (1921–2008) angewandte Mathematik und Elastizitätstheorie lehrte. 1963/64 war er zu einem Gastaufenthalt am MIT. 1973 war er als Guggenheim-Stipendiat am Weizmann-Institut und nahm dort eine Professur an. Er wurde Vorstand der Abteilung angewandte Mathematik am Weizmann-Institut.
Er befasste sich mit mathematischen Anwendungen zum Beispiel konformer Abbildungen in der Hydrodynamik. Ab Ende der 1960er Jahre befasste er sich mit mathematischer Biologie. Das geschah während eines Sabbatjahrs in New York an der Medical School der Cornell University und dem Sloan Kettering Institut (wo Sol Rubinow wirkte). Mit Evelyn Fox Keller entwickelte er das Keller-Segel-Modell für bakterielle Chemotaxis und die Organisation von Schleimpilzen.
1984 bis 1999 war er Berater in den Sommerkursen der Gruppe Theoretische Biologie des Los Alamos National Laboratory (und 1993/94 Ulam Visiting Scholar) und er war aktiv im Santa Fe Institute. Segel war Herausgeber des Bulletin of Mathematical Biology und eine zentrale Figur auf dem Gebiet theoretischer Biologie auf den Gordon Research Conferences.
Die Society for Mathematical Biology vergibt ihm zum Andenken den Lee Segel Prize.
Zu seinen Doktoranden zählt Leah Edelstein-Keshet.

## Schriften
- The Importance of Asymptotic Analysis in Applied Mathematics, American Mathematical Monthly, Band 73,1966, S. 7–14.
- mit Keller:  Initiation of slime mold aggregation viewed as an instability. Journal of Theoretical Biology, Band 26,  1970, S. 399–415.
- mit Keller: Model for chemotaxis. Journal of Theoretical Biology, Band 31, 1971, S. 225–234.
- mit C. C. Lin Mathematics applied to deterministic problems in the natural sciences, SIAM 1974, 1988
- Mathematics applied to continuum mechanics, SIAM 1977 (mit zusätzlichem Material von G. H. Handelman)
- Mathematical Models in Molecular and Cellular Biology, 1980, Cambridge UP 1984
- Modeling dynamic phenomena in molecular and cellular biology, Cambridge UP 1984
- als Herausgeber: Biological Kinetics. Cambridge UP 1991
- als Herausgeber mit Irun Cohen: Design Principles for the Immune System and Other Distributed Autonomous Systems (Santa Fe Institute); Oxford UP 2001
- mit Leah Edelstein-Keshet: A  primer on mathematical models in biology. SIAM 2013